# Samad bej Mehmandarow
Samad bej Mehmandarow (az. Səməd bəy Mehmandarov, również Səmədbək Mehmandarli, ur. 16 października 1856 w Lenkoranie, zm. 12 lutego 1931 w Baku) – azerski wojskowy służący w armii rosyjskiej, szkoleniowiec i arystokrata, generał artylerii. Uczestnik powstania bokserów, wojny rosyjsko-japońskiej i I wojny światowej, minister obrony Demokratycznej Republiki Azerbejdżanu kierujący jej walkami z siłami bolszewickimi, później przez krótki czas w Armii Czerwonej. Uważany za azerskiego bohatera narodowego.

## Życiorys
Urodził się w bogatej arystokratycznej rodzinie wywodzącej się z rodu karabaskich bejów. Jego ojciec chciał, żeby syn został wykładowcą, lekarzem lub inżynierem, ale Samad wybrał karierę wojskową. Wyjechał do Sankt-Petersburga, gdzie w 1873 roku został junkrem Konstantynowskiej Szkoły Wojskowej. W 1875 roku otrzymał stopień chorążego i rozpoczął służbę w 1 Turkiestańskiej Brygadzie Artylerii. W 1894 roku został oddelegowany do Warszawskiego Okręgu Wojskowego, a 1 stycznia 1898 roku został awansowany na podpułkownika i mianowany dowódcą 2. baterii 3 Strzeleckiego Dywizjonu Artyleryjskiego. Z powodu przeniesienia 1. baterii na Zabajkale i zmiany jej nazwy na 2. baterię Zabajkalskiego Dywizjonu Artylerii, 17 kwietnia 1898 roku został przydzielony ze swoją baterią do Zabajkalskiego Dywizjonu Artylerii z kwaterą w Nerczyńsku w obwodzie zabajkalskim. 
Uważał edukację ludu za bardzo ważną i pomimo stałego stacjonowania daleko od ojcowizny publikował szereg poświęconych jej artykułów w czasopismach. Jego teksty, które odzwierciedlały poglądy na sprawy społeczne Mehmandarowa, takie jak Powody zacofania muzułmanów, Podstawowe lekcje recytacji, Przeciwko muzułmańskiemu konserwatyzmowi, Szyickie błędne przekonania religijne, O samotorturach muzułmanów itp. były publikowane na łamach gazety „Nowoje Obozrienije” wydawanej w Tyflisie. 
Uczestniczył w wojnie rosyjsko-japońskiej, w czasie której był dowódcą 7 Wschodnio-Syberyjskiego Strzeleckiego Dywizjonu Artyleryjskiego. 22 października 1904 na polu bitwy awansowany do stopnia generała majora. Bohater wielomiesięcznej obrony bazy morskiej Port Artur, po której przez prawie rok znajdował się w japońskiej niewoli w mieście Nagoja. 13 grudnia 1905 roku został mianowany dowódcą 75 Brygady Artylerii, przemianowanej następnie na 7 Wschodnio-Syberyjską Strzelecką Brygadę Artyleryjską. Od lipca 1906 do lipca 1907 roku był dowódcą 7 Wschodnio-Syberyjskiej Dywizji Piechoty, a także szefem artylerii 3 Syberyjskiego Korpusu Armijnego. 13 lipca 1908 roku został awansowany na generała porucznika i zatwierdzony na stanowisku szefa artylerii 3 Syberyjskiego Korpusu Armijnego. 24 maja 1910 roku został mianowany inspektorem artylerii 1 Korpusu Armii Kaukaskiej. 31 grudnia 1913 roku powierzono mu dowództwo 21 Dywizji Piechoty 3 Syberyjskiego Korpusu Armijnego.
Brał udział w I wojnie światowej, podczas której najpierw dowodził 21 Dywizją Piechoty, a następnie 2 Kaukaskim Korpusem Armijnym w walkach na linii Wisły. W 1915 roku został awansowany na generała artylerii. Po rewolucji lutowej w 1917 roku z powodu chaosu i dezorganizacji armii rosyjskiej zrezygnował ze służby i wrócił do ojczyzny. Tam jako jeden z najbardziej doświadczonych azerskich wojskowych w 1918 został wybrany na stanowisko ministra obrony Demokratycznej Republiki Azerbejdżanu, powierzono mu zadanie tworzenia armii nowo powstałego państwa.
Po podboju Azerbejdżanu przez Armię Czerwoną w kwietniu 1920 roku zrezygnował ze stanowiska. Bolszewicy oskarżyli go o zorganizowanie  powstanie w Gandży i aresztowali wraz z generałem Ali-Agą Szychlinskim 4 czerwca 1920 roku. Dopiero po interwencji Nerimana Nerimanowa Mehmandarow został zwolniony z aresztu. Latem 1921 roku wraz z Szychlinskim dostał pracę w Ludowym Komisariacie Wojny i Marynarki Wojennej Azerbejdżańskiej SRR, wykładał też w Azerbejdżańskiej Komsomolskiej Szkole Dowodzenia w latach 1924–1928. W 1929 roku przeszedł na emeryturę.
Zmarł 12 lutego 1931 roku i został pochowany na cmentarzu Czenbarakand w Baku.

## Odznaczenia
Otrzymał wiele wysokich odznaczeń: Order Świętego Stanisława II i III stopnia, Order Świętej Anny II stopnia, Order Świętego Włodzimierza III stopnia oraz Złotą Broń. Został również odznaczony Wielkim Krzyżem brytyjskiego Orderu Świętego Michała i Świętego Jerzego.